# Viktor Tregoubovitch
Viktor Ivanovitch Tregoubovitch (en russe : Ви́ктор Ива́нович Трегубо́вич), né le 30 novembre 1935 et mort le 21 septembre 1992 est un réalisateur, scénariste et acteur soviétique travaillant principalement dans le genre de réalisme socialiste soviétique. Artiste du Peuple de la République socialiste fédérative soviétique de Russie en 1987.

## Biographie
Viktor Tregoubovitch est né dans le village de Yourievo, dans le kraï de Krasnoïarsk dans une famille de quatre enfants. Son père, Ivan Stepanovitch Tregoubovitch, était le directeur du kolkhoze, sa mère, Ekaterina Grigorievna — femme au foyer. Viktor est allé à l'école de Yourievo, puis, celle de Bogotol. Il jouait sur scène du théâtre amateur. En 1963, il sort diplômé de l'Institut national de la cinématographie où il étudiait dans la classe de maître de Mikhaïl Romm. En 1965 à Lenfilm, il tourne Juillet caniculaire, son premier long métrage. Il a en tout tourné une quinzaine de films. On lui décerne le prix des frères Vassiliev en 1976 pour le film Les Vieux Murs (1973). En 1981, il est décoré de l'Ordre du Drapeau rouge du Travail. En 1984, il devient le directeur artistique du Lenfilm, puis, en 1990, de la société de production cinématographique "Ladoga". En 1987, il est distingué Artiste du peuple de la RSFS de Russie.
Le 21 septembre 1992, Tregoubovitch meurt lors de l’opération d’une fracture ouverte du bras survenue à la suite d'une chute d'un escabeau. L'artiste est inhumé au cimetière de Komarovo. La maison de culture de Bogotol porte depuis son nom.

## Filmographie partielle
- 1963 : L'Eté dernier (Прошлым летом)
- 1968 : À la guerre comme à la guerre (На войне как на войне)
- 1971 : Dauria (Даурия)
- 1973 : Les Vieux Murs (Старые стены)
- 1977 : Réciprocité (Обратная связь)
- 1978 : En partant, pars (Уходя уходи)
- 1979 : Voyage dans une autre ville (Путешествие в другой город)
- 1981 : Trois fois sur l'amour (Трижды о любви)
- 1984 : Prokhindiada, ili Beg na meste (Прохиндиада, или Бег на месте)
- 1985 : Voilà mon village (Вот моя деревня)
- 1991 : Enivrement (Хмель)